# Андріївська вулиця (Чернігів)
Андріївська вулиця — вулиця в Деснянському районі міста Чернігова . Пролягає від будівлі Деснянського районного суду міста Чернігова до вулиці Олексія Флерова . Вулиця частково розташована на лінії трасування проспекту Перемоги з реконструкцією садибної забудови (непарна сторона) під багатоповерхову житлову забудову згідно з «Генеральним планом Чернігова».
Примикають вулиці Ганжевська.

## Історія
Андріївська вулиця була прокладена в 1890-і роки землевласником Андрієм Ганжою на своїй землі, поряд з іншим чотирма (Борисівська, Милорадичів, Софіївська, Юріївська), і названа його ім'ям. Була забудована індивідуальними будинками. Оскільки земельну ділянку у відсутності виходу до Петербурзької вулиці, Ганжа виміняв у думи смугу землі й проклав ній вулицю від Олександра Молодчого (колишньої Петербурзької) до Юріївської.
1940 року Андріївська вулиця перейменована на вулиця Тельмана — на честь лідера німецьких комуністів Ернста Тельмана.
Після німецько-радянської війни на місці зруйнованих будинків було зведено низку нових індивідуальних будинків.
Спочатку вулиця пролягала від Петербурзької вулиці. Початок вулиці було забудовано — у 1979 році, коли зведено будівлю Деснянського райкому та райвиконкому (проспект Перемоги № 141, нині Деснянський районний суд міста Чернігова та Управління освіти Чернігівської міськради) і з цього нумерація вулиці починається з № 9.
19 лютого 2016 року вулиці було повернуто історичну назву — на честь землекористувача Андрія Ганжі, згідно з Розпорядженням міського голови В. А. Атрошенка Чернігівської міської ради № 54-р «Про перейменування вулиць міста» («Про перейменування вулиць міста»)

## Забудова
Парна та непарна сторони вулиці зайнята садибною забудовою. Має проїзд із боку площі П'ять кутів.
Установи: ні